# Thomas Doret

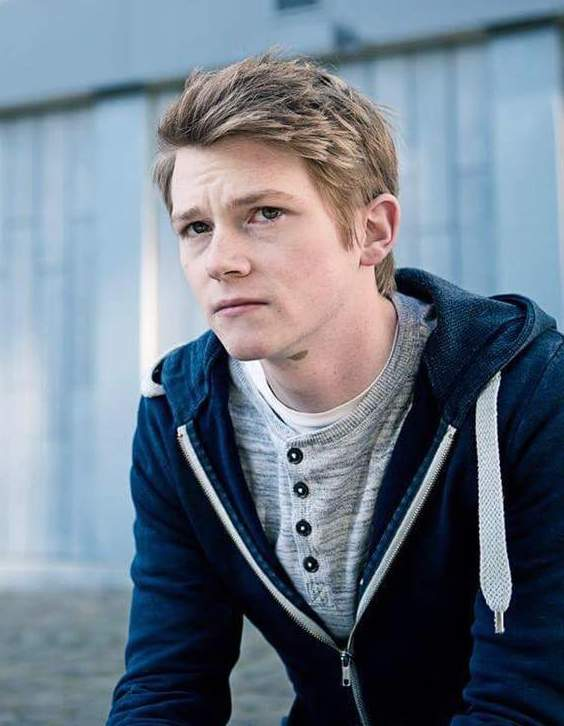
Thomas Doret (2016)

Thomas Doret (* 10. Dezember 1996 in Seraing, Belgien) ist ein belgischer Schauspieler.

## Leben
Thomas Doret debütierte im Alter von 14 Jahren mit der Hauptrolle des von Jean-Pierre und Luc Dardenne inszenierten Dramas Der Junge mit dem Fahrrad auf der Kinoleinwand. Für seine Darstellung in dem von der Kritik gelobten Film wurde er für mehrere Filmpreise nominiert, wobei er unter anderem mit dem belgischen Filmpreis Magritte als bester Nachwuchsdarsteller ausgezeichnet wurde. Die Dardenne-Brüder besetzten ihn auch in ihrem Film Tori et Lokita (2022).

## Filmografie (Auswahl)
- 2011: Der Junge mit dem Fahrrad (Le gamin au vélo)
- 2012: Renoir
- 2014: Die Zeugen (Les Témoins; Fernsehserie, sechs Folgen)
- 2015: Paris (Fernsehserie, drei Folgen)
- 2015: The Returned (Fernsehserie, fünf Folgen)
- 2016: Das unbekannte Mädchen (La fille inconnue)
- 2017–2019: Black Spot (Zone Blanche; Fernsehserie, elf Folgen)
- 2020: De l’autre côté (Fernsehfilm)
- 2022: Tori et Lokita